# Liste des lycées des départements du Zou et des Collines
Situé dans le Sud du Bénin, le département du Zou regroupe les villes telles que Agbangnizoun, Bohicon, Covè, Djidja, Ouinhi, Zagnanado, Za-kpota, Zogbodomè et  Abomey comme préfecture,. Quant  aux Collines, elles sont un département situé au centre du pays et regroupe des communes telles que Bantè, Glazoué, Ouèssè, Savalou, Savè et Dassa-Zoumè comme chef lieu,. Dans ces deux départements béninois, il y a plusieurs lycées publics qui sont sous la tutelle ministère de l’enseignement technique et de la formation professionnelle du Bénin. Au nombre de ceux-ci, nous avons,,,,,,,,,,,:
| Lycée                                               | public | professionnel |
| --------------------------------------------------- | ------ | ------------- |
| Lycée Technique et Professionnel de Bohicon         | X      | X             |
| Lycée Houffon d'Abomey                              | X      | X             |
| Lycée Mafory Bangoura d'Abomey                      | X      | X             |
| Lycée Technique Agropastoral de Kpataba de Savalou. | X      | X             |
| Lycée technique tertiaire et industriel de Savè     | X      | X             |